# O (arménien)
Cette page contient des caractères spéciaux ou non latins. S’ils s’affichent mal (▯, ?, etc.), consultez la page d’aide Unicode.
Pour les articles homonymes, voir O.
Oh, օ en arménien ([o]), est la 37e lettre de l'alphabet arménien.

## Linguistique
Oh est utilisé pour représenter le son [o].
Dans la norme ISO 9985, la lettre est translittérée par « ò ».

## Représentation informatique
- Unicode[1] :
  - Capitale Օ : U+0555
  - Minuscule օ : U+0585